# Doğan Andaç
Doğan Andaç (* 1. Januar 1923 in der Türkei; † 6. Februar 2013 ebenda) war ein türkischer Oberstleutnant, Fußballtrainer und -funktionär. Er betreute interimsweise mehrmals die Türkische Fußballnationalmannschaft und war 1980 übergangsweise für einen Monat Präsident des türkischen Fußballverbandes. Zudem war er in den 1980er und 1990er Jahren mit einigen Unterbrechungen Vorstandsmitglied des türkischen Fußballverbandes. Er beteiligte sich intensiv an der Institutionalisierung des türkischen Fußballs und gilt als Förderer mehrerer späterer bekannter Fußballtrainer wie Fatih Terim.

## Karriere
Nach seiner Schulausbildung ging Andaç zu den Türkischen Streitkräften und bekleidete mehrere Dienstgrade vom Oberst über Major bis zum Oberstleutnant. Während seiner Militärzeit beschäftigte er sich intensiv mit mehreren Sportarten wie Leichtathletik, Basketball und Fußball. Darüber hinaus absolvierte er während dieser Zeit mehrere Fußballtrainerkurse im Ausland. Nach diesen Trainerkursen begann er mehrmals Militärfußballmannschaften als Co- und Cheftrainer zu betreuen, u. a. war er einige Zeit als Trainer der türkischen Militärnationalmannschaft tätig. Seine Tätigkeit als Cheftrainer der Militärnationalmannschaft führte er parallel zu vielen anderen Tätigkeiten über mehrere Jahre weiter. Zudem knüpfte er bereits zu dieser Zeit Kontakte zu den damaligen Spieler- und -trainergrößen im türkischen Fußball.
Ab 1964 organisierte er parallel zu seinen übrigen Tätigkeiten selbst in der Türkei Trainerkurse und beteiligte sich an der Institutionalisierung des türkischen Fußballs. Während dieser Kurse machte er auch Bekanntschaft mit dem damaligen Startrainer Gündüz Kılıç. Nachdem Kılıç im August zum Cheftrainer der türkischen Fußballnationalmannschaft ernannt wurde, wurde Andaç als einer der Co-Trainer der Nationalelf vorgestellt. Im Sommer 1965 betreute er für zwei Spiele übergangsweise die Nationalmannschaft.
Zudem betreute er 1966 den damaligen Erstligisten Gençlerbirliği Ankara als Co-Trainer. Wenige Wochen nach diesem Engagement bei Gençlerbirliği betreute er im Mai 1966 die Militärmannschaft Denizli Karagücü. Mit dieser Mannschaft sorgte er im türkischen Fußballpokal der Spielzeit 1965/66 für mehrere Überraschungen. Als damals unbekannte Militärmannschaft aus der Provinz Denizli schaltete er nacheinander die Profimannschaften Manisaspor, Ülküspor, Muhafızgücü und den Erstligisten İstanbulspor aus. Im Viertelfinale scheiterte die Mannschaft dann an Fenerbahçe Istanbul.
1968 wurde er beim Erstligisten Altay Izmir als Technischer Direktör vorgestellt und betreute die Mannschaft mit den Trainern Halil Bıçakçı und Doğan Emültay.
Ab 1970 übernahm er beim türkischen Fußballverband unterschiedliche Aufgaben. So begann er als Teammanager der Jugendnationalmannschaft zu arbeiten und betreute parallel dazu die türkische Nationalmannschaft der Amateure. Zudem betreute er ab November 1970 nach dem Rücktritt des Nationaltrainers Sabri Kiraz interimsweise für das EM1972-Qualifikationsspiel gegen die Albanische Nationalmannschaft auch die Türkische Nationalmannschaft. Nach diesem Spiel lehnte er das Angebot die Nationalmannschaft weiter zu betreuen ab und betreute stattdessen weiterhin die Amateurnationalmannschaft. Wenige Wochen später wurde er als neuer Trainer der Türkischen U-21-Nationalmannschaft vorgestellt. Nachdem der vorgesehene Trainer der Amateurnationalmannschaft sein Amt nicht antrat führte Andaç auch dieses Amt weiter. 
Mit dieser Mannschaft nahm er 1971 an den Mittelmeerspielen teil. In diesem Turnier verpasste man den Finaleinzug, setzte sich im Spiel um Platz 3 gegen die Amateurnationalmannschaft Vereinigten Arabischen Republik mit 1:0 durch und wurde erreichte die Bronzemedaille.
1973 wurde Coşkun Özarı als Nationalcoach vorgestellt, Andaç wurde neben seinen übrigen Posten auch dessen Co-Trainer.
Im November 1976 trat Özarı nach dreijähriger Tätigkeit von seinem Amt zurück. Nach diesem Rücktritt wurde Andaç als Übergangstrainer vorgestellt. Ende Januar 1977 übergab Andaç den Nationatrainerposten an Metin Türel und arbeitete fortan als dessen Co-Trainer. Er übernahm auch erneut die Trainerämter bei der Amateur- und der U-21-Nationalmannschaft, die er im letzten Jahr aufgegeben hatte. Im Mai 1977 trat er von beiden Ämtern zurück.
Zur Spielzeit 1977/78 übernahm er beim neuen Erstligisten Diyarbakırspor das Traineramt. Diyarbakırspor war erst durch die in der Vorsaison erzielte Zweitligameisterschaft zum ersten Mal in der Vereinsgeschichte in die Süper Lig aufgestiegen. Andaç schaffte mit dem Verein früh den Klassenerhalt und beendete die Saison auf dem 9. Tabellenplatz.
Bereits nach einer Saison verließ er Diyarbakırspor und wurde beim Istanbuler Traditionsklub Beşiktaş als neuer Cheftrainer vorgestellt. Beşiktaş erlebte eine eher enttäuschende Saison und befand sich zum Saisonende im Abstiegskampf wieder. Mit Saisonende verließ er das Traineramt bei den Istanbulern.
Obwohl er nach seiner Tätigkeit bei Beşiktaş mehrere Angebote von Erstligisten erhalten hatte, entschied er sich dafür wieder beim türkischen Fußballverbandes zu arbeiten und wurde beim TFF Direktor der Abteilung für Bildung und Nachwuchsförderung. In dieser Tätigkeit organisierte er landesweit Trainerkurse in denen ehemalige Fußballspieler und aktive Trainer ohne Lizenz ihre Trainerlizenz machen bzw. nachholen konnten. Im September 1980 trennte sich der damalige Verbandspräsident Mazhar Zorlu von seinem Amt. Nachdem diese Stelle etwa einen Monat unbesetzt blieb, übernahm Andaç am 10. Oktober 1980 interimsweise das Amt des Verbandspräsidenten. Diese Tätigkeit führte er etwa sechs Wochen aus und übergab das Amt dann Yılmaz Tokatlı. Andaç kehrte zu seiner alten Tätigkeit als Abteilungsleiter für Bildung und Nachwuchsförderung zurück. Im April 1981 kandidierte er für die Position des Verbandspräsidenten. Nachdem er diese Wahl nicht gewinnen konnte verließ er den türkischen Fußballverband.
Ende September 1981 übernahm er bei seinem alten Verein Diyarbakırspor zum zweiten Mal das Traineramt und ersetzte dabei Turan Ağalday. Nachdem er den abstiegsbedrohten Verein bis zum März 1982 aus den Abstiegsrängen befreien konnte, trennte er sich vom Verein. Als sein Nachfolger wurde Cahit Kargı vorgestellt. Diesem misslang zum Saisonende mit Diyarbakırspor der Klassenerhalt.
Zum Sommer 1983 übernahm er den Co-Trainerposten bei der türkischen Fußballnationalmannschaft und arbeitete wieder mit dem Cheftrainer Coşkun Özarı zusammen. Nachdem Özarı vor dem EM1984-Qualifikationsspiel gegen die Nordirische Nationalmannschaft krankheitsbedingt ausfiel, übernahm wieder Andaç interimsweise die Mannschaft und bereitete sie nach den genauen Instruktionen von Özarı auf das Spiel vor. Ab 1984 betreute er neben seiner Tätigkeit als Co-Trainer der Nationalelf auch die türkische U-18-Nationalmannschaft.
Nachdem Özarı im Sommer von seinem Amt zurücktrat und durch Candan Tarhan ersetzt wurde, trennte sich auch Andaç von seinem Ämtern, übernahm stattdessen wieder die türkische Nationalmannschaft der Amateure. Tarhan verließ sein Amt bereits zum Dezember 1984, so wurde Andaç bereits als dessen Nachfolger ins Gespräch gebracht. Diese Einstellung kam jedoch nicht zustande, sodass Andaç seine Tätigkeit bei der Amateurnationalmannschaft fortsetzte. Zudem begann er auch die Türkische U-21-Nationalmannschaft vorgestellt.
Im September 1985 übernahm erneut Coşkun Özarı das Amt des Nationaltrainers und ernannte auch Andaç wieder zu einem seiner Co-Trainer.
Ende 1986 beendete er seine Trainerlaufbahn und war nachfolgend bis in die 2000er Jahre in Positionen wie Aufsichtsratsmitglied beim türkischen Fußballverband und beim Türkischen Fußballtrainerverein tätig.

## Tod
Laut einer Pressemitteilung des türkischen Fußballverbandes verstarb Andaç am 6. Februar 2013 im Alter von 90 Jahren. Nach seinem Tod wurden bei allen anstehenden Begegnungen der Süper Lig, TFF 1. Lig, TFF 2. Lig und TFF 3. Ligvor Spielanpfiff zu seinen Andenken eine Gedenkminute eingelegt. Einen Tag nach seinem Tod wurde er nach dem Beerdigungsgebet in der Kocatepe-Moschee der Hauptstadt Ankara auf dem Cebeci-Friedhof beigesetzt. Zu seiner Beerdigung erschienen viele Größen des türkischen Fußballs.

## Erfolge

### Als Trainer
- Mit der türkischen Nationalmannschaft der Amateure:
  - Bronzemedaille bei den Mittelmeerspielen: 1971

## Auszeichnungen
- Ehrenmedaille der türkischen Fußballtrainervereins: 2004